# Tierra Blanca, San Miguel Huautla
Tierra Blanca är en ort i Mexiko.   Den ligger i kommunen San Miguel Huautla och delstaten Oaxaca, i den sydöstra delen av landet, 280 km sydost om huvudstaden Mexico City. Tierra Blanca ligger 2 232 meter över havet och antalet invånare är 171.
Terrängen runt Tierra Blanca är kuperad åt nordväst, men åt sydost är den bergig. Runt Tierra Blanca är det glesbefolkat, med 20 invånare per kvadratkilometer. Närmaste större samhälle är San Pedro Jocotipac, 8,6 km öster om Tierra Blanca. Trakten runt Tierra Blanca består i huvudsak av gräsmarker.